# Anime Grand Prix
Anime Grand Prix（アニメグランプリ）是日本動畫雜誌《Animage》举办的日本動畫年度獎項。受獎由雜誌讀者投票決定。於1979年開始，1980年1月號公佈首屆得主，之後一般每年6月號公佈。獎項分爲多個部門，包括作品部門、角色部門、聲優部門、動畫歌曲部門。

## 主要部門

### 作品部門
| 屆次（年度）          | 作品                             |
| --------------------- | -------------------------------- |
| 第1屆（1979年）       | 機動戰士GUNDAM                   |
| 第2屆（1980年上半期） | 機動戰士GUNDAM                   |
| 第3屆（1980年下半期） | 傳說巨神                         |
| 第4屆（1981年）       | 再見 銀河鐵道999，安卓梅達終點站 |
| 第5屆（1982年）       | 六神合體                         |
| 第6屆（1983年）       | 宇宙先锋（劇場版）               |
| 第7屆（1984年）       | 風之谷                           |
| 第8屆（1985年）       | 搞怪拍檔                         |
| 第9屆（1986年）       | 天空之城                         |
| 第10屆（1987年）      | 聖鬥士星矢                       |
| 第11屆（1988年）      | 龙猫                             |
| 第12屆（1989年）      | 魔女宅急便                       |
| 第13屆（1990年）      | 冒險少女娜汀亞                   |
| 第14屆（1991年）      | 閃電霹靂車                       |
| 第15屆（1992年）      | 美少女戰士                       |
| 第16屆（1993年）      | 幽遊白書                         |
| 第17屆（1994年）      | 幽遊白書                         |
| 第18屆（1995年）      | 新世纪福音战士                   |
| 第19屆（1996年）      | 新世纪福音战士                   |
| 第20屆（1997年）      | 新世紀福音戰士劇場版             |
| 第21屆（1998年）      | 機動戰艦 The prince of darkness  |
| 第22屆（1999年）      | 百變小櫻[第2期]                  |
| 第23屆（2000年）      | 最遊記                           |
| 第24屆（2001年）      | 魔法水果籃                       |
| 第25屆（2002年）      | 機動戰士GUNDAM SEED              |
| 第26屆（2003年）      | 鋼之鍊金術師                     |
| 第27屆（2004年）      | 機動戰士GUNDAM SEED DESTINY      |
| 第28屆（2005年）      | 機動戰士GUNDAM SEED DESTINY      |
| 第29屆（2006年）      | Code Geass 反叛的魯路修          |
| 第30屆（2007年）      | Code Geass 反叛的魯路修          |
| 第31屆（2008年）      | Code Geass 反叛的魯路修 R2       |
| 第32屆（2009年）      | K-ON！輕音部                     |
| 第33屆（2010年）      | 閃電十一人                       |
| 第34屆（2011年）      | 閃電十一人GO                     |
| 第35屆（2012年）      | 閃電十一人GO 時空之石            |
| 第36屆（2013年]）     | 進擊的巨人                       |
| 第37屆（2014年）      | Free!-Eternal Summer-            |
| 第38屆（2015年）      | 小松先生                         |
| 第39屆（2016年）      | 機動戰士GUNDAM 鐵血的孤兒        |
| 第40屆（2017年）      | IDOLiSH7                         |
| 第41屆（2018年）      | 名偵探柯南                       |
| 第42屆（2019年）      | 鬼滅之刃                         |
| 第43屆（2020年）      | Healin' Good ♥ 光之美少女        |
| 第44屆（2021年）      | 劇場版 咒術迴戰 0                |

### 角色部門
| 屆次（年度）          | 角色                              |
| --------------------- | --------------------------------- |
| 第1屆（1979年）       | 哈洛克《宇宙海贼哈洛克船长》      |
| 第2屆（1980年上半期） | 夏亞·阿茲納布爾《機動戰士GUNDAM》 |
| 第3屆（1980年下半期） | 島村喬《人造人009》               |
| 第4屆（1981年）       | 明神武《六神合體》                |
| 第5屆（1982年）       | 明神武《六神合體》                |

| 屆次（年度）     | 男性角色                                   | 女性角色                                          |
| ---------------- | ------------------------------------------ | ------------------------------------------------- |
| 第6屆（1983年）  | 齊力可‧裘比《裝甲騎兵波德姆茲》            | 早濑未沙《超时空要塞》                            |
| 第7屆（1984年）  | 達巴‧麥羅德《重戰機》                      | 娜烏西卡《風之谷》                                |
| 第8屆（1985年）  | 上杉達也《棒球英豪》                       | 鳳·村雨《機動戰士Z GUNDAM》                       |
| 第9屆（1986年）  | 《機動戰士Z GUNDAM》                       | 《機動戰士GUNDAM ZZ》                             |
| 第10屆（1987年） | JJ《赤色光彈》                             | 鮎川圓《橙路》                                    |
| 第11屆（1988年） | 冴羽獠《城市猎人》                         | 《超音戰士》                                      |
| 第12屆（1989年） | 冴羽獠《城市猎人》                         | 琪琪《魔女宅急便》                                |
| 第13屆（1990年） | 冴羽獠《城市猎人》                         | 《冒險少女娜汀亞》                                |
| 第14屆（1991年） | 風見隼人《閃電霹靂車》                     | 《冒險少女娜汀亞》                                |
| 第15屆（1992年） | 飛影《幽遊白書》                           | 水野亞美《美少女戰士》                            |
| 第16屆（1993年） | 蔵馬《幽遊白書》                           | 《幸運女神》                                      |
| 第17屆（1994年） | 蔵馬《幽遊白書》                           | 天王遙《美少女戰士S》                             |
| 第18屆（1995年） | 《新機動戰記GUNDAM W》                     | 綾波零《新世紀福音戰士》                          |
| 第19屆（1996年） | 碇真嗣《新世紀福音戰士》                   | 綾波零《新世紀福音戰士》                          |
| 第20屆（1997年） | 碇真嗣《新世紀福音戰士劇場版》             | 莉娜·因巴斯《秀逗魔導士TRY》                      |
| 第21屆（1998年） | 史派克《星際牛仔》                         | 星野琉璃《機動戰艦 The prince of darkness》       |
| 第22屆（1999年） | 史派克《星際牛仔》                         | 木之本櫻《百變小櫻》                              |
| 第23屆（2000年） | 玄奘三蔵《最遊記》                         | 木之本櫻《百變小櫻》                              |
| 第24屆（2001年） | 犬夜叉《犬夜叉》                           | 本田透《魔法水果籃》                              |
| 第25屆（2002年） | 基拉·大和《機動戰士GUNDAM SEED》           | 拉克絲·克萊因《機動戰士GUNDAM SEED》              |
| 第26屆（2003年） | 愛德華·艾力克《鋼之鍊金術師》              | 莉莎·霍克愛《鋼之鍊金術師》                       |
| 第27屆（2004年） | 阿斯兰·萨拉《機動戰士GUNDAM SEED DESTINY》 | 拉克絲·克萊因《機動戰士GUNDAM SEED DESTINY》      |
| 第28屆（2005年） | 基拉·大和《機動戰士GUNDAM SEED DESTINY》   | 拉克絲·克萊因《機動戰士GUNDAM SEED DESTINY》      |
| 第29屆（2006年） | 魯路修·蘭佩洛基《Code Geass 反叛的魯路修》 | 拉克絲·克萊因《機動戰士GUNDAM SEED DESTINY》      |
| 第30屆（2007年） | 魯路修·蘭佩洛基《Code Geass 反叛的魯路修》 | C.C.《Code Geass 反叛的魯路修》                   |
| 第31屆（2008年） | 魯路修·蘭佩洛基《Code Geass 反叛的魯路修》 | C.C.《Code Geass 反叛的魯路修》                   |
| 第32屆（2009年） | 坂田銀時《銀魂》                           | 平澤唯《K-ON！輕音部》                            |
| 第33屆（2010年） | 風丸一郎太《閃電十一人》                   | 平澤唯《K-ON！輕音部》                            |
| 第34屆（2011年） | 霧野蘭丸《閃電十一人GO》                   | 音無春奈《閃電十一人》                            |
| 第35屆（2012年） | 霧野蘭丸《閃電十一人GO》                   | 菜花黄名子《閃電十一人GO 時空之石》               |
| 第36屆（2013年） | 《進擊的巨人》                             | 菜花黄名子《閃電十一人GO 時空之石》               |
| 第37屆（2014年） | 橘真琴《Free!-Eternal Summer-》            | 黛安娜《七大罪》                                  |
| 第38屆（2015年） | カラ松《小松先生》                         | 神樂《銀魂》                                      |
| 第39屆（2016年） | 維克托·尼基福羅夫《Yuri!!! on ICE》        | 神樂《銀魂》                                      |
| 第40屆（2017年） | 九条天《IDOLiSH7》                         | 木之本櫻《庫洛魔法使：透明牌篇》                  |
| 第41屆（2018年） | 安室透《名偵探柯南》                       | 艾瑪《約定的夢幻島》                              |
| 第42屆（2019年） | 竈門炭治郎《鬼滅之刃》                     | 繪里飄《神推偶像登上武道館我就死而無憾》          |
| 第43屆（2020年） | 煉獄杏寿郎《鬼滅之刃》                     | 花寺和佳（恩典天使）《Healin' Good ♥ 光之美少女》 |
| 第44屆（2021年） | 宇髄天元《鬼滅之刃》                       | 竈門禰豆子《鬼滅之刃》                            |

### 声優部門
| 屆次（年度）          | 男性声優   | 女性声優   |
| --------------------- | ---------- | ---------- |
| 第1屆（1979年）       | 神谷明     | 小原乃梨子 |
| 第2屆（1980年上半期） | 神谷明     | 小原乃梨子 |
| 第3屆（1980年下半期） | 神谷明     | 小原乃梨子 |
| 第4屆（1981年）       | 神谷明     | 小山茉美   |
| 第5屆（1982年）       | 古川登志夫 | 小山茉美   |
| 第6屆（1983年）       | 神谷明     | 小山茉美   |
| 第7屆（1984年）       | 神谷明     | 島本須美   |
| 第8屆（1985年）       | 神谷明     | 島津冴子   |
| 第9屆（1986年）       | 矢尾一樹   | 田中真弓   |
| 第10屆（1987年）      | 神谷明     | 島本須美   |
| 第11屆（1988年）      | 神谷明     | 島本須美   |
| 第12屆（1989年）      | 神谷明     | 林原惠     |
| 第13屆（1990年）      | 神谷明     | 林原惠     |
|                       | 声優       |            |
| 第14屆（1991年）      | 林原惠     | 林原惠     |
| 第15屆（1992年）      | 林原惠     | 林原惠     |
| 第16屆（1993年）      | 林原惠     | 林原惠     |
| 第17屆（1994年）      | 緒方惠美   | 緒方惠美   |
| 第18屆（1995年）      | 林原惠     | 林原惠     |
| 第19屆（1996年）      | 林原惠     | 林原惠     |
| 第20屆（1997年）      | 林原惠     | 林原惠     |
| 第21屆（1998年）      | 林原惠     | 林原惠     |
| 第22屆（1999年）      | 林原惠     | 林原惠     |
| 第23屆（2000年）      | 林原惠     | 林原惠     |
| 第24屆（2001年）      | 林原惠     | 林原惠     |
| 第25屆（2002年）      | 保志總一朗 | 保志總一朗 |
| 第26屆（2003年）      | 朴璐美     | 朴璐美     |
| 第27屆（2004年）      | 石田彰     | 石田彰     |
| 第28屆（2005年）      | 保志總一朗 | 保志總一朗 |
| 第29屆（2006年）      | 保志總一朗 | 保志總一朗 |
| 第30屆（2007年）      | 福山潤     | 福山潤     |
| 第31屆（2008年）      | 福山潤     | 福山潤     |
| 第32屆（2009年）      | 豐崎愛生   | 豐崎愛生   |
| 第33屆（2010年）      | 小野大輔   | 小野大輔   |
| 第34屆（2011年）      | 宮野真守   | 宮野真守   |
| 第35屆（2012年）      | 梶裕貴     | 梶裕貴     |
| 第36屆（2013年）      | 梶裕貴     | 梶裕貴     |
| 第37屆（2014年）      | 鈴木達央   | 鈴木達央   |
| 第38屆（2015年）      | 福山潤     | 福山潤     |
| 第39屆（2016年）      | 神谷浩史   | 神谷浩史   |
| 第40屆（2017年）      | 齐藤壮马   | 齐藤壮马   |
| 第41屆（2018年）      | 齐藤壮马   | 齐藤壮马   |
| 第42屆（2019年）      | 花江夏樹   | 花江夏樹   |
| 第43屆（2020年）      | 悠木碧     | 悠木碧     |
| 第44屆（2021年）      | 江口拓也   | 江口拓也   |

### 歌曲部門
| 届次（年度）          | 歌曲                           | 作品名                          |
| --------------------- | ------------------------------ | ------------------------------- |
| 第1届（1979年）       |                                | 野球狂之詩                      |
| 第2届（1980年上半期） |                                | 傳說巨神                        |
| 第3届（1980年下半期） | コスモスに君と                 | 傳說巨神                        |
| 第4届（1981年）       | 拉姆的情歌                     | 福星小子                        |
| 第5届（1982年）       | MACROSS                        | 超時空要塞                      |
| 第6届（1983年）       | HELLO, VIFAM                   | 銀河漂流                        |
| 第7届（1984年）       | 愛，還記得嗎？                 | 超时空要塞 爱，还记得吗？       |
| 第8届（1985年）       | ロ・ロ・ロ・ロシアンルーレット | 搞怪拍檔                        |
| 第9届（1986年）       | 悲傷你好                       | 相聚一刻                        |
| 第10届（1987年）      | GET WILD                       | 城市猎人                        |
| 第11届（1988年）      |                                | 機動戰士GUNDAM 逆襲的夏亞       |
| 第12届（1989年）      | 若被溫柔包圍                   | 魔女宅急便                      |
| 第13届（1990年）      | BLUE WATER                     | 冒險少女娜汀亞                  |
| 第14届（1991年）      | Winners                        | 閃電霹靂車                      |
| 第15届（1992年）      | 月光传说                       | 美少女戰士                      |
| 第16届（1993年）      | 月光传说                       | 美少女戰士                      |
| 第17届（1994年）      | 無法割捨的祈願                 | 魔法騎士                        |
| 第18届（1995年）      | 残酷天使的行动纲领             | 新世紀福音戰士                  |
| 第19届（1996年）      | 残酷天使的行动纲领             | 新世紀福音戰士                  |
| 第20届（1997年）      | 輪舞-revolution                | 少女革命                        |
| 第21届（1998年）      | Dearest                        | 機動戰艦 The prince of darkness |
| 第22届（1999年）      | 白金                           | 百變小櫻[第2期]                 |
| 第23届（2000年）      | 白金                           | 百變小櫻[第2期]                 |
| 第24届（2001年）      | For フルーツバスケット         | 魔法水果籃                      |
| 第25届（2002年）      |                                | 機動戰士GUNDAM SEED             |
| 第26届（2003年）      | メリッサ                       | 鋼之鍊金術師                    |
| 第27届（2004年）      | ignited                        | 機動戰士GUNDAM SEED DESTINY     |
| 第28届（2005年）      |                                | 機動戰士GUNDAM SEED DESTINY     |
| 第29届（2006年）      | COLORS                         | Code Geass 反叛的魯路修         |
| 第30届（2007年）      | 拿去吧！水手服                 | 幸運☆星                         |
| 第31届（2008年）      | 黑白之吻                       | 黑執事                          |
| 第32届（2009年）      | Don't say "lazy"               | K-ON！輕音部                    |
| 第33届（2010年）      |                                | 閃電十一人                      |
| 第34届（2011年）      | またね…のキセツ                | 閃電十一人                      |
| 第35届（2012年）      | 手をつなごう                   | 閃電十一人GO 時空之石           |
| 第36届（2013年）      | 紅蓮的弓矢                     | 进击的巨人                      |
| 第37届（2014年）      | Dried Up Youthful Fame         | Free!-Eternal Summer-           |
| 第38届（2015年）      | はなまるぴっぴはよいこだけ     | 小松先生                        |
| 第39届（2016年）      | History Maker                  | Yuri!!! on ICE                  |
| 第40届（2017年）      | WiSH VOYAGE                    | IDOLiSH7                        |
| 第41届（2018年）      | 零 -ZERO-                      | 名偵探柯南：零的執行人          |
| 第42届（2019年）      | 紅蓮華                         | 鬼滅之刃                        |
| 第43届（2020年）      | 炎                             | 鬼滅之刃劇場版 無限列車篇       |
| 第44届（2021年）      | 殘響散歌/晨曦將至              | 鬼滅之刃                        |